# Jan Baanders Jr.

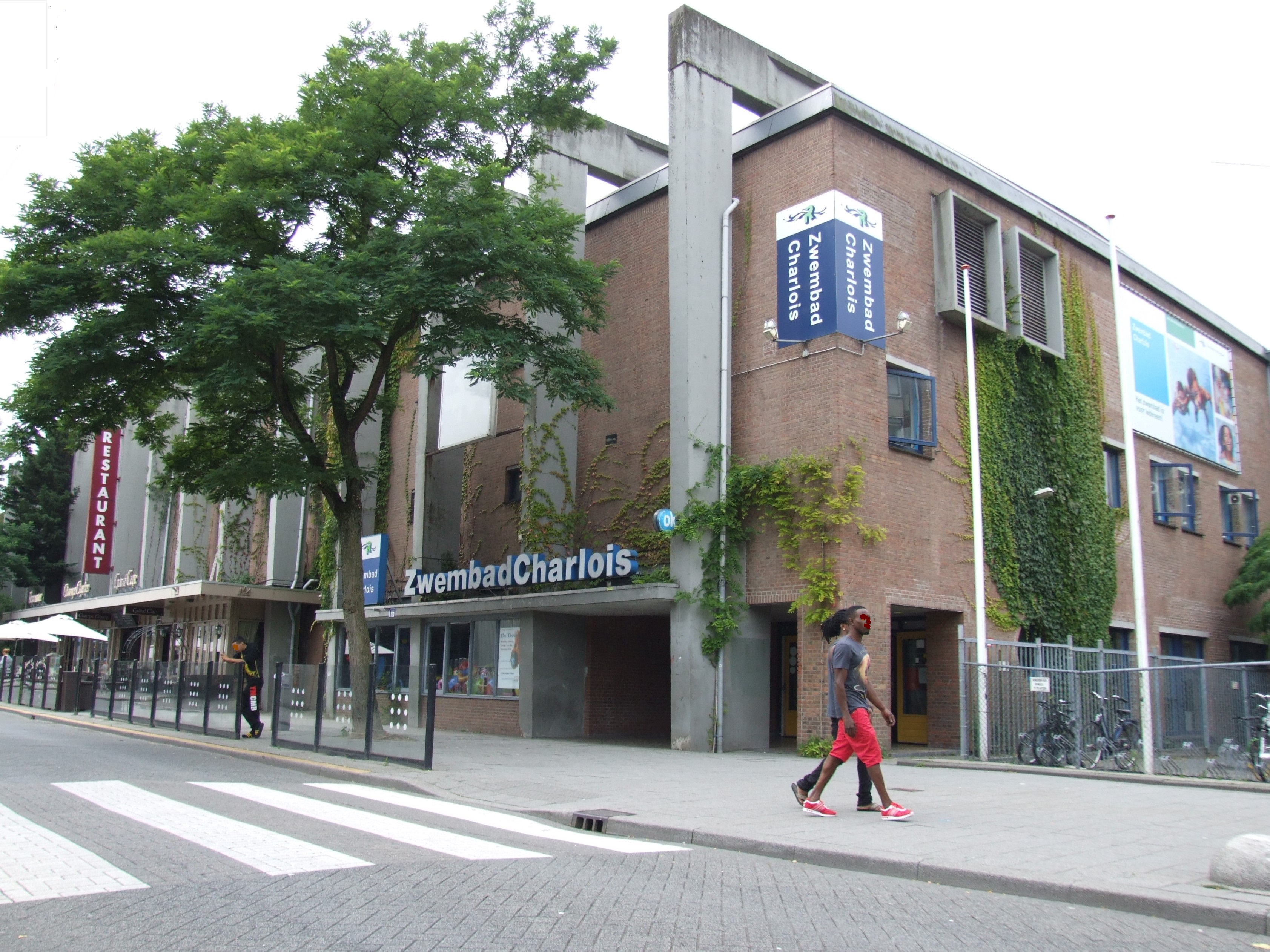
Sportfondsenbad Charlois in Rotterdam-Zuid, het eerste overdekte 50 meter wedstrijdbassin in Nederland.

Jan Baanders Jr.  (Amsterdam, 26 april 1918 – Amstelveen, 4 juni 1992) was een Nederlands architect. 

## Biografie
Jan Baanders Jr. is de oudste zoon van Jan Baanders Sr. en Petronella Geertruida (roepnaam Truus) Meulman. De huwelijksvoltrekking van Jan en Truus vindt in 1917 plaats in Amsterdam. Zij krijgen drie zonen Jan Jr., Jaap en Wim. Na zijn opleiding in Amsterdam gaat Jan Jr. aan het werk bij het architectenbureau van zijn oom Herman Ambrosius Jan Baanders (H.A.J.) en zijn vader Jan Baanders Sr.
In 1946 treedt Jan Baanders Jr. in het huwelijk met Maria Magdalena (roepnaam Kie) van Eecke. Uit een eerder huwelijk heeft Kie twee kinderen, in 1948 wordt hun zoon Rudolf-Jan geboren. 
De grootvader van Jan Baanders Jr., Hermanus Hendrikus Baanders (H.H.), start in 1890 zijn eigen bureau onder de naam: Architectenbureau H.H. Baanders. Vanaf 1903 komt zijn oudste zoon H.A.J. Baanders bij het bureau werken. Na het plotselinge overlijden van H.H. Baanders in 1905 zet H.A.J. Baanders het bureau voort. Door de snelle groei van het bureau komt ook zijn jongere broer Jan Baanders Sr. bij het architectenbureau werken. Van 1915  onder de naam architectenbureau H.A.J. en Jan Baanders. Het architectenbureau groeit uit tot een van de grootste bureaus van Amsterdam en vormt de leerschool voor veel jonge opzichter-tekenaars in de opleiding voor architecten en bouwkundig tekenaars. Het bureau speelt een belangrijke rol in de ontwikkeling van de Amsterdamse School (bouwstijl).
Rond 1941 werkt Jan Baanders Jr. een korte periode voor het Bureau voor de  Wederopbouw in Rhenen samen met architect Jouke Zietsma (1892 – 1962) en Edo de Klerk, (Amsterdam 9 mei 1918 – Sobibor 2 april 1943, het tweede kind van architect Michel de Klerk). Zietsma werkt begin twintiger jaren bij het architectenbureau H.A.J. en Jan Baanders. Er bestaat een foto waarop de drie mannen muziek maken op de zolder van het gemeentehuis in Rhenen. 

### Werk
Tijdens de Tweede Wereldoorlog begint het uitvoeren door vader en zoon Jan Baanders van een groot restauratie- en verbouwingsproject (1944 tot 1953) aan het Koninklijk Theater Carré met als opdrachtgever B.V. Exploitatie Maatschappij Carré met directeur Alex Wunnink. Het betreft een groot deel van het theater, het toneelgebouw, het interieur, meubilering , zaalverlichting, foyer en de koffiekamer. De eerste renovatie in 1933 werd ook uitgevoerd door Architectenbureau Baanders.
In 1954 krijgt het bureau de opdracht voor de bouw van 54 woningen voor de Woningbouwvereniging Sint Joseph in Laren (NH). Er worden twee woonblokken gebouwd. Van de woningen staan er 44 op een terrein tussen de Smeekweg en Gooiergracht en tien op een terrein aan de Erfgooiersweg in Laren (NH). Jan Baanders Jr. is verantwoordelijk voor het ontwerp van deze eengezinswoningen. In Amsterdam aan de Middenweg wordt door hem ook een woonblok gebouwd van 120 woningen.
Na het overlijden van H.A.J. Baanders in 1953 zetten Jan Baanders Sr. en zoon Jan het architectenbureau voort. In eerste instantie blijft de naam van het architectenbureau onveranderd. In 1962 wordt de naam gewijzigd in Architectenbureau J. Baanders en Jan Baanders. Het bureau werkt na de oorlog mee aan de wederopbouw van de woningbouw. Nadat zijn vader het bureau heeft verlaten, probeert Jan Jr. zich zoveel mogelijk te distantiëren van de eentonige woningbouw. In 1966 gaat Baanders een  maatschap aan met C.W.M. (Carel) Frenken en G.J. Wilgers. Het bureau verhuist binnen Amsterdam van de Herengracht (Amsterdam)|Herengracht 495 naar Amstel 89.
Wanneer het bureau wordt uitgebreid met een tekenkamer in het zuiden van het land bij en verandert van naam: J. Baanders, C.W.M. Frenken, G.J. Wilgers en B.J.H. Verhey B.V. Amsterdam – Maastricht.

### Specialisatie
Zij specialiseren zich duidelijk op sport- en recreatiebouw en zijn hierin snel bijzonder en vernieuwend. Jan Baanders Jr. en Carel Frenken vormen een geniaal duo, Jan is bijzonder technisch en Carel bijzonder creatief. Er is een goede samenwerking met opdrachtgever N.V. Sportfondsenbad onder leiding van mr. J.A.C. Bierenbroodspot. Zo verrijzen er Sportfondsenbaden, in grote steden als Amsterdam, Rotterdam, Eindhoven en Groningen en in kleinere plaatsen als Aalsmeer, Beverwijk, Elsloo, Gouda, Haren, Helmond, Kerkrade, Oud-Beijerland, Rijswijk. Stein, Wormerveer, Zaltbommel, Zeist. In totaal worden er meer dan honderd zwem- en recreatiebaden gebouwd. 
Het Sportfondsenbad Charlois in Rotterdam is het eerste overdekte 50 meter wedstrijdbassin in Nederland. Tot 1998 was het bekend onder de naam Sportfondsenbad Rotterdam-Zuid. De ophanging van het dak een unieke vinding is van Jan Baanders jr. In die tijd is dit zwembad zijn tijd ver vooruit. Vanuit de bouwwereld zowel in binnen- als buitenland is veel belangstelling om dit bad te komen bekijken. De Nederlandse zwemploeg met Ada Kok en Erica Terpstra traint hier voor de Olympische Spelen in Tokio 1964. Na 56 jaar sluit het bad in 2017 de deuren. 
Het oorspronkelijke recreatiebad De Tongelreep (nu Nationaal Zwemcentrum de Tongelreep) in Eindhoven is een ontwerp van architectenbureau Baanders, Frenken, Wilgers en Verhey. Na de uitbreiding in 2006 met het Pieter van den Hoogenband Zwemstadion voor de Nederlandse topsport, zijn in 2016 het tropisch golfslagbad en buitenbad gesloten. 
Voor de gemeente Amstelveen wordt zwembad Het Keerpunt ontworpen, met een patio in het midden van het gebouw en veel planten in de zwemruimte. In samenwerking met Aalsmeerse kwekers zoekt Jan Baanders Jr. naar planten die geschikt zijn voor een ruimte met chloordampen. Dit is later in andere zwembaden veelvuldig toegepast. 
In 1977 komt van de gemeente Amsterdam het verzoek om het De Mirandabad te verbouwen. Het vooruitstrevende plan om de Middellandse Zee naar Amsterdam te halen voldoet aan alle eisen van het gemeentebestuur. Het zwemparadijs aan de Amstel is het eerste in zijn soort met bloemvormige baden, golfslagbad, palmbomen en het krijgt de grootste glazen koepel van Europa. Tegenwoordig zijn dit soort tropische zwemparadijzen geen bijzonderheid meer.
Na het vertrek van Jan Baanders jr. blijft de naam van het bureau bestaan. In 1995 wordt de samenwerking tussen Frenken, Wilgers en Verhey ontbonden. Hiermee heeft het architectenbureau in ruim honderd jaar een stuk unieke bouwgeschiedenis neergezet in verschillende bouwstijlen door vier architecten uit drie generaties Baanders.